# Guillaume IV de Hesse-Cassel
Guillaume IV de Hesse-Cassel dit « le Sage » (en allemand : Wilhelm IV von Hessen-Kassel « der Weise ») (24 juin 1532 - 25 août 1592) est landgrave de Hesse-Cassel de 1567 à 1592.

## Biographie
Il est le fils de Philippe le Magnanime et de Christine de Saxe, Guillaume IV de Hesse-Cassel commença son règne en protégeant l'Église réformée dans son landgraviat, il œuvra sans relâche afin d'unifier le protestantisme et le catholicisme. Pacifique, il était peu enclin à user de la force militaire pour régler les différents conflits. Ce fut un homme d'État doté d'une énergie rare, qui publia plusieurs ordonnances et nomma des fonctionnaires expérimentés. Il publia une loi sur la primogéniture afin d'éviter à la Hesse-Cassel une division des terres comme ce fut le cas avec son père.
Guillaume de Hesse, un des princes protestants allemands, avec l'électeur Maurice de Saxe et Albert de Mecklembourg, ayant avec le roi de France Henri II le traité de Chambord (15 janvier 1552), s'opposant à l'empereur du Saint-Empire romain germanique, Charles Quint. Par ce traité, les princes allemands cédaient le vicariat des évêchés de Toul, Verdun et Metz (les Trois-Évêchés) au roi de France . En échange, Henri II leur promettait une aide économique et militaire contre Charles Quint.

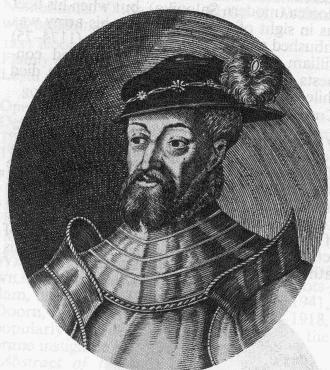
Guillaume IV de Hesse-Cassel au XVIe siècle.

Il protégea les lettres, les arts et les sciences, et cultiva lui-même l'astronomie. Il fut un pionnier dans la recherche astronomique, peut-être même est-il resté dans nos mémoires grâce à ses découvertes scientifiques. En 1584, il fit adopter à Cassel les instruments de l'astronome danois Tycho Brahe.
On a de lui des observations astronomiques, publiées sous le titre de Coeli et siderum in eo errantium observationes Hassiacæ, Leyde, 1628.

## Famille
Il épouse, le 11 février 1566 au château de Marbourg, la duchesse Sabine de Wurtemberg (1549-1581), fille du duc Christophe de Wurtemberg et de la duchesse Anne-Marie de Brandebourg-Ansbach. Ils ont onze enfants.
- Anne-Marie de Hesse-Cassel (27 janvier 1567 - 21 novembre 1626) épouse le comte Louis II de Nassau-Weilbourg (9 août 1565 - 8 novembre 1627), sans descendance ;
- Sophie de Hesse-Cassel (30 juin 1569 - 7 juillet 1644) épouse le comte Ernest de Schaumbourg (24 septembre 1569 - 17 janvier 1622), sans descendance ;
- Agnès de Hesse-Cassel (30 juin 1569 - 5 septembre 1569), célibataire, sans enfants ;
- Sophie de Hesse-Cassel (10 juin 1571 - 18 janvier 1616), célibataire, sans enfants ;
- Maurice Ier de Hesse-Cassel, 3e landgrave de Hesse-Cassel (25 mai 1572 - 15 mars 1632) épouse en premières noces la comtesse Agnès de Solms-Laubach (7 janvier 1578 - 23 novembre 1602), dont descendance, puis épouse en secondes noces la comtesse Julienne de Nassau-Siegen (3 septembre 1587 - 15 février 1643), dont descendance ;
- Sabine de Hesse-Cassel (12 mai 1573 - 29 novembre 1573), célibataire, sans enfants ;
- Sidonie de Hesse-Cassel (29 juin 1574 - 4 avril 1575), célibataire, sans enfants ;
- Christian de Hesse-Cassel, prince de Hesse-Cassel (14 octobre 1575 - 9 novembre 1578), célibataire, sans enfants ;
- Élisabeth de Hesse-Cassel (11 mai 1577 - 25 novembre 1578), célibataire, sans enfants ;
- Sophie de Hesse-Cassel (19 octobre 1578 - 19 août 1658) épouse le duc Jean-Ernest de Saxe-Eisenach (9 juillet 1566 - 23 octobre 1638), sans descendance ;
- Juliane de Hesse-Cassel (9 février 1581 - 9 février 1581), célibataire, sans enfants.